# ستيف فرانكس
ستيف فرانكس (بالإنجليزية: Steve Franks)‏ هو كاتب سيناريو ومنتج أفلام أمريكي، ولد في 21 سبتمبر 1965 في مقاطعة أورانج في الولايات المتحدة.

## وصلات خارجية
- ستيف فرانكس على موقع IMDb (الإنجليزية)
- ستيف فرانكس على موقع ألو سيني (الفرنسية)
- ستيف فرانكس على موقع أول موفي (الإنجليزية)
- ستيف فرانكس على موقع قاعدة بيانات الأفلام السويدية (السويدية)
- ستيف فرانكس على موقع قاعدة بيانات الفيلم (الإنجليزية)
- ستيف فرانكس على موقع كينوبويسك (الروسية)